# 掛下栄一郎
掛下 栄一郎（かけした えいいちろう、1923年〈大正12年〉9月13日 - 2011年〈平成23年〉8月6日）は、日本の哲学者、早稲田大学名誉教授。専門は哲学及び美学。

## 来歴
佐賀県大牟田市に生まれ、数ヶ月後に和歌山県和歌山市に移る。和歌山県立和歌山中学校を経て、1942年4月に第二早稲田高等学院文科に入学する。1943年12月、学徒出陣により大阪の高射砲隊に入隊し、満州にて幹部候補生としての教育を受ける。1946年1月、早稲田大学文学部哲学科（西洋哲学専修）に復学する。1947年10月に卒業した後、大学院において樫山欽四郎の指導を受け、また、早稲田大学図書館書記に嘱託される。
1949年4月、早稲田大学高等学院の助手となる。1966年4月、早稲田大学社会科学部の創設により助教授（哲学担当）に、1968年3月、社会科学部学生担当教務主任に、1970年4月、社会科学部教授に就任する。1971年10月、早稲田大学商議員に選任される。1973年7月、在外研究員としてフランスに出張する。1976年10月、早稲田大学評議員に選任される。1980年9月、社会科学部長となる。1982年11月、理事（文化事業担当）に、1986年11月、常任理事（学生就職担当）に就任する。1991年4月、在外研究員として再びフランスに出張する。1994年3月、定年により早稲田大学を退職し、名誉教授の称号を受ける。
1999年11月3日、勲三等旭日中綬章を受章する。

## 著作

### 著書
- 『美学要説』前野書店、1977年4月。 NCID BN07101486。OCLC 672863168。全国書誌番号:77025466。
  - 『美学要説』（改訂版）前野書店、1980年5月。 NCID BN03830837。OCLC 834494315。
- 『人間の哲学』前野書店、1979年5月。 NCID BN03995939。OCLC 833369394。
- 『神の狂気の美を求めて ヒエロニムス・ボッスの旅』成文堂〈学際レクチャーシリーズ 9〉、1992年3月。ISBN 9784792360481。 NCID BN07883584。OCLC 674470954。全国書誌番号:92055153。
- 『美と実在 フランスの叡智』早稲田大学出版部、1993年11月。ISBN 9784657930347。 NCID BN10098255。OCLC 674791854。全国書誌番号:94017317。
- 『都の西北半世紀』行人社、1994年2月。 NCID BA53213863。OCLC 834222922。
- 『一哲学遊子の記』行人社、2002年10月。ISBN 9784905978558。OCLC 835002906。

### 翻訳
- ガストン・バシュラール『瞬間と持続』紀伊国屋書店、1969年12月。 NCID BN02602633。OCLC 672481288。全国書誌番号:74006720。
  - ガストン・バシュラール『瞬間の直観』（新装復刊版）紀伊国屋書店、1997年6月。ISBN 9784314007993。 NCID BA31380431。OCLC 676115834。全国書誌番号:98014880。
- ガストン・バシュラール『持続の弁証法』国文社、1976年8月。 NCID BN03139308。OCLC 672501957。全国書誌番号:74009162。

### 共訳
- アンリ・ベルクソン 著、掛下栄一郎・富永厚・秋枝茂夫 訳『小論集 第2』白水社〈ベルグソン全集 第9〉、1965年11月。 NCID BN00621706。OCLC 834712918。全国書誌番号:51004897。
  - アンリ・ベルクソン 著、掛下栄一郎・富永厚・秋枝茂夫 訳『小論集 第2』（新装復刊版）白水社〈ベルグソン全集 9〉、1993年1月。 NCID BN08556856。OCLC 675221832。全国書誌番号:93021352。
  - アンリ・ベルクソン 著、掛下栄一郎・富永厚・秋枝茂夫 訳『小論集 第2』（新装復刊版）白水社〈ベルグソン全集 9〉、2001年10月。ISBN 9784560025239。 NCID BB03729894。OCLC 683157167。全国書誌番号:20228179。
- ガブリエル・マルセル 著、松浪信三郎・掛下栄一郎 訳『存在の神秘』春秋社〈マルセル著作集 5〉、1977年4月。 NCID BN00632509。OCLC 703830759。全国書誌番号:77010217。

### 監訳
- メーヌ・ド・ビラン『人間の身体と精神の関係 ―コペンハーゲン論考 1811年―』F.C.T. ムーア校訂、早稲田大学出版部、1997年5月。ISBN 9784657975195。 NCID BA30828982。OCLC 676072878。全国書誌番号:98018722。
  - メーヌ・ド・ビラン『人間の身体と精神の関係 ―コペンハーゲン論考 1811年―』F.C.T. ムーア校訂（新装版）、早稲田大学出版部、2001年1月。ISBN 9784657011022。 NCID BA5068202X。OCLC 674678485。全国書誌番号:20146743。

### 共編
- 掛下栄一郎、富永厚 編『仏蘭西の智慧と藝術』行人社、1994年9月。ISBN 9784905978428。 NCID BN12048939。OCLC 675152950。全国書誌番号:95048216。